# Portia (cràter)
Portia és un cràter amb coordenades planetocèntriques de 2.19 ° de latitud nord i 192.43 ° de longitud est, sobre la superfície de l'asteroide del cinturó principal (4) Vesta. Fa 11.44 km de diàmetre. El nom adoptat com a oficial per la UAI el cinc de febrer de 2014 fa referència a Pòrcia Cató, noble romana.